# Encabellado
Encabellado / =Dugokosi/, pleme ili plemena Tucanoan Indijanaca iz Ekvadora Kolumbije i Perua. Peruanski Secoya Indijanci, ukupno oko 500, obuhvaćaju jezično srodne skupine Piojé, Angotero ili Ankutere i Siona-Secoya. Pleme Siona, njih oko 250 živi u Kolumbiji, a oko 200 u Ekvadoru duž rijeka Shushufindi, Aguarico i Cuyabeno i ne govore istim jezicima. Sami sebe nazivaju Aido pã« ("gente del monte"), Pai (=ljudi).
Kontakti između jezuita i Encabellado Indijanaca datiraju još iz 1599. Misije niću naročito u prvoj polovici 18. stoljeća, od 1709. koje napuštaju nakon ustanka 1744., i tek se dvije održaše do 1769. godine. Koncem 19. stoljeća dolazi do velike potražnje gume, što je poticalo trgovce da iskorištavaju Indijance kao  'seringueiros' -e. Konfliktom koji izbija 1941. između Perua i Ekvadora počinje njihovo povlačenje u nepristupačne krajeve. 
Encabelladosi su organizirani u egzogamne lokalizirane patrilinearne loze. Kuće su kolektivne (multi-obiteljske). Obitelji su proširene, patrilinearne i patrilokalne s poglavicom yagé unkuki. terminologija srodstva je dravidskog tipa (Casanova), međutim na ekvadorskoj strani Vickers nalazi terminologiju tipa Omaha. 
Secoye danas žive od hortikulture na malenim farmama na kojima uzgajaju yuccu, banane, grah, frijol, duhan, slatki krumpir i drugo, ali u prehrani također velik značaj zauzimaju lov i ribolov.
Popisom iz 1993. ima ih 678.

## Vanjske poveznice
- Secoya Shaman  Arhivirana inačica izvorne stranice od 8. rujna 2008. (Wayback Machine)
- Sionas and Secoyas
- Secoya  Arhivirana inačica izvorne stranice od 28. prosinca 2007. (Wayback Machine)